# 身乃里
身乃里（みのり、1981年9月10日 - ）は、日本の女性ビューティーモデル。かつてフロント（エスプリ・ディヴィジョン）に所属していた｡

## 人物
女子美術短期大学卒。
美術学校を卒業していて、アート好き。美術館もよく行き、映画、漫画好きでもある。
母親が山形県出身。4歳上の姉がいる。
2017年に入籍。2018年に第一子を出産している。
ブログでは子育て奮闘の様子を記載している。

## 出演作品

### CM
- 花王ラビナス
- ヤマザキナビスコビッツサンド
- BMGファンハウスルージュ

### グラフィック
- 東急ホテル　メンバーズカード
- アテニア化粧品
- IPSA
- コカコーラボトラーズ　ミネラルバランスforアクエリアス
- パナソニック　クリップヘッドフォン
- カネボウ　イットビースイッチ

## 書籍

### 雑誌
- VOCE
- with
- FRaU
- style
- LUCi
- CLASSY
- ef
- bea's up